# Геркулес (лигр)
Геркулес (англ. Hercules) — лигр (англ. liger от англ. lion — «лев» и англ. tiger — «тигр»), гибрид льва и тигрицы, который в 2006 году был зарегистрирован в Книге рекордов Гиннесса как самый крупный представитель кошачьих из живущих на Земле.

## Особенности рождения

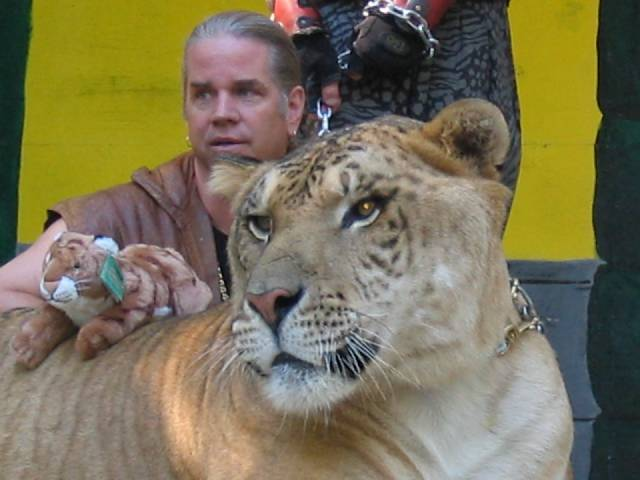
Геркулес с дрессировщиком Бхагаваном Энтлом

Геркулес родился в 2002 году в Институте исчезающих и редких видов (англ. T.I.G.E.R.S.) в Майами, Флорида, которому он принадлежит, в результате незапланированной вязки льва по кличке Артур (англ. Arthur) и тигрицы Эйлы (англ. Ayla) из-за того, что львы и тигры содержались в общих больших вольерах. Как пишет доктор Бхагаван Энтл, который занимается воспитанием и дрессировкой Геркулеса уже восемь лет с самого его появления на свет, лигры появились в результате совместного содержания льва и тигрицы, которые решили, что они нравятся друг другу достаточно для того, чтобы произвести потомство. Геркулес обладает хорошим здоровьем, и предполагается, что он должен прожить долго. В настоящее время гибридизация львов и тигров возможна только в условиях неволи, так как в дикой природе они живут в разных регионах и друг с другом не встречаются. Всего в мире на 2002 год насчитывалось 12 лигров, а в настоящее время их около 25. Однако доктор Бхагаван Энтл предполагает, что, как и гибриды белого и бурого медведей, лигры, вероятно, появлялись в дикой природе тысячи лет. Спустя большой промежуток времени в результате уменьшения популяций львов и тигров ареалы их распространения в настоящее время не совпадают.
Мордой Геркулес напоминает отца-льва, а на теле заметны полоски, как у его матери-тигрицы. В отличие от отца-льва у Геркулеса отсутствует грива, как и у большинства самцов-лигров. От матери Геркулес унаследовал способность быстро бегать и умение плавать. Хотя родители Геркулеса считаются самыми крупными дикими кошками, Геркулес, являясь гибридом льва и тигра, размерами значительно перегнал и мать, и отца. Ростом Геркулес уступает только Судану, другому лигру, длина которого несколько меньше 4 м и который на сегодня считается самой крупной кошкой в мире. Огромный рост лигров ученые объясняют явлением геномного импринтинга, так как лигры получают от отца-льва гены, способствующие росту потомства, а у матери-тигрицы отсутствуют гены, сдерживающие рост потомства. В результате их гибридное потомство вырастает крупнее и сильнее каждого из родителей, так как влияние генов родителей не уравновешивает их воздействия друг на друга. Требуется несколько лет, прежде чем лигр достигнет своего полного размера. Геркулес пользуется большой популярностью как в США, так и во всем мире.

## Физические данные

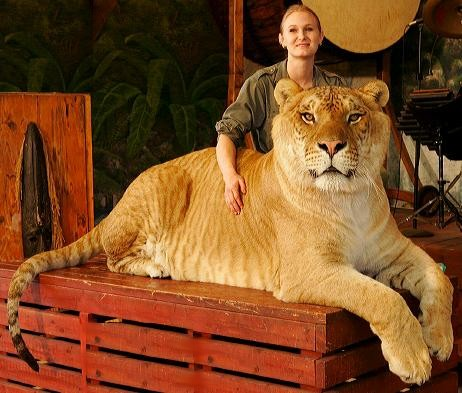
Масса 400 кг Геркулеса на представлении в парке «Джангл Айленд»

В то время как рост льва может достигать 1,8 м, рост стоящего на задних лапах Геркулеса составляет 3,7 м, длина — 3,6 м. Являясь самцом лигра, он в два раза крупнее обычного льва и в двадцать раз сильнее среднего человека. Геркулес весит более 410 кг при том, что это подвижное животное, которое не страдает от ожирения. Геркулес может развить скорость до 80 км/час, хотя обычно у него не возникает такой необходимости. Геркулес ежедневно съедает более 9 кг мяса (обычно это конина, говядина или куриное мясо), а за один раз он может съесть около 4,5 кг мяса. По словам Бхагавана Энтла, Геркулес может съедать и 45 кг мяса в сутки, и если бы ему давали столько пищи, его масса достигла бы 700 кг, но при этом он не смог бы нормально передвигаться.
Геркулес занесён в Книгу рекордов Гиннесса (2006 год) как самый крупный представитель кошачьих из живущих на Земле. В этой книге ему посвящена отдельная страница. Возможно, есть более крупные — страдающие ожирением — лигры, чем Геркулес, но в Книгу рекордов занесён именно он, стройный и здоровый.

## Выступления
Геркулес обитает в интерактивном тематическом парке развлечений «Джангл Айленд», расположенном на острове Уотсона в центре Майами, Флорида, США, и каждый день участвует в представлении «Сказка тигра» (англ. Tale of the Tiger) вместе с дрессировщиком и воспитателем, доктором Бхагаваном Энтлом (Dr. Bhagavan Antle) — учредителем и директором Института исчезающих и редких видов (англ. T.I.G.E.R.S. - The Institute of Greatly Endangered and Rare Species) и Фонда редких видов (англ. R.S.F. — The Rare Species Fund).
Геркулес участвовал в большом количестве различных представлений и телевизионных шоу, таких как «Today Show», «Good Morning America» и «Inside Edition». Вместе с тем, как отмечает автор сообщения на сайте Института исчезающих и редких видов, лигры не являются ручными, они могут и укусить, и даже убить и съесть кого-нибудь при определенном стечении обстоятельств.
В январе 2010 года Геркулес участвовал в мероприятиях по случаю празднования вторжения британской музыки в США в 1960-х годах, которые проводились в Фристайл Мьюзик Парке в городе Миртл-Бич в Южной Каролине, где были созданы макеты культовых мест Лондона. Геркулес с живым интересом отнёсся к необычной обстановке.

## Фотографии Геркулеса в Интернете
- Фотография Геркулеса в статье о нём, написанной Томом Филипсом в «Метро» — Tom Phillips. «Hercules the liger - putting the 'very very big cat' back in 'big cat'» (англ.). Metro. Дата обращения: 23 февраля 2010. Архивировано 14 апреля 2012 года.
- Фотографии Геркулеса с «семьей» — дрессировщиками, лигрятами, братьями и сестрами, на отдыхе и в трудовые будни — Liger - The World's Biggest Cat (англ.). — Photogallery of ligers. Дата обращения: 23 февраля 2010. Архивировано 14 апреля 2012 года.